# 커먼양털원숭이

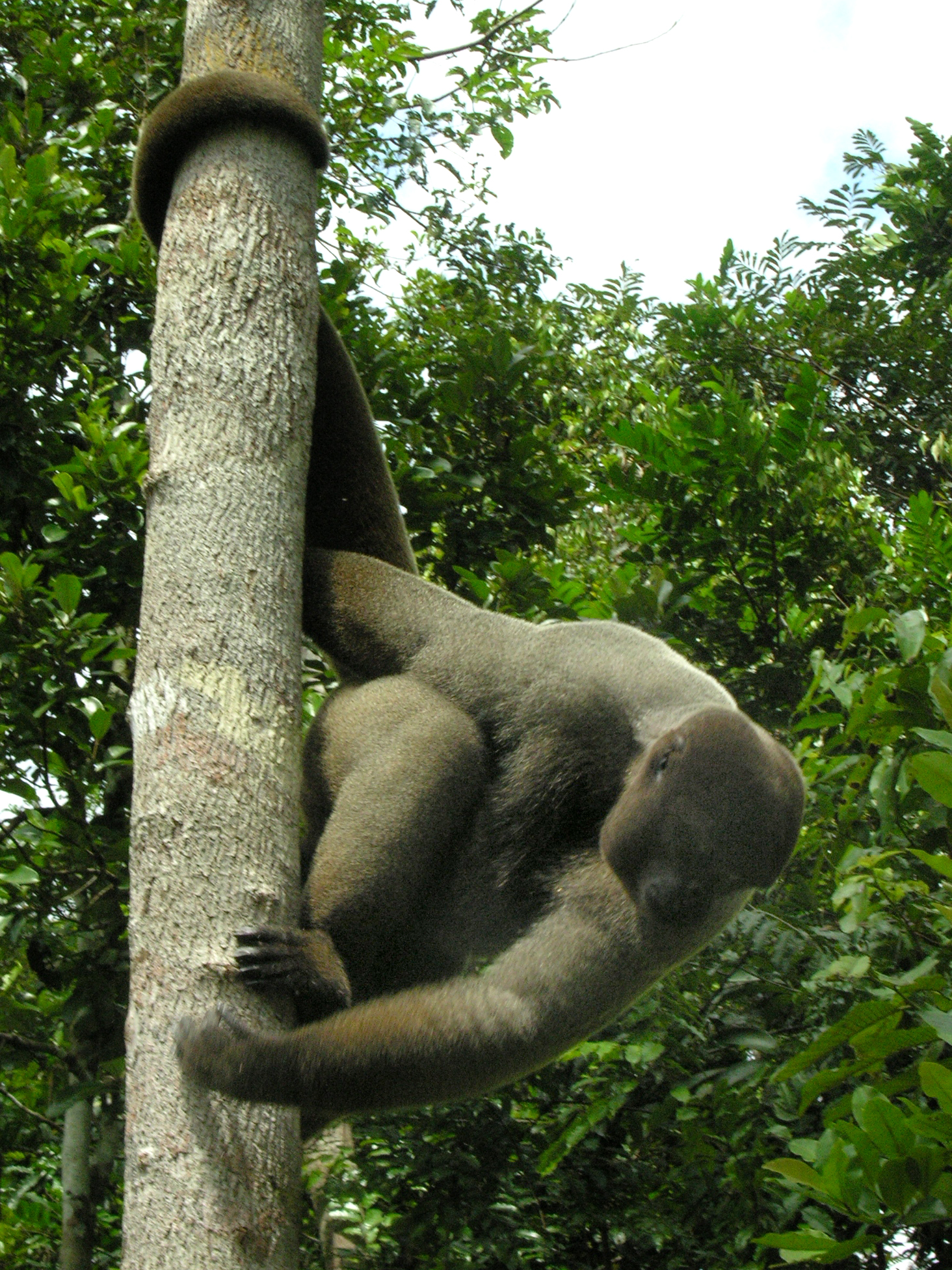
나무 위의 갈색양털원숭이

커먼양털원숭이 또는 갈색양털원숭이(Lagothrix lagothricha)는 양털원숭이의 일종으로 콜롬비아와 에콰도르, 페루 그리고 브라질 등에서 발견된다. 2~70마리씩 군집 생활을 하며, 활동할 때는 더 작은 집단으로 나뉘어 움직이기도 한다.

## 아종
5종의 아종이 알려져 있다.
- 갈색양털원숭이 (L. l. lagothricha)
- 회색양털원숭이 (L. l. cana)
- 콜롬비아양털원숭이 (L. l. lugens)
- 은색양털원숭이 (L. l. poeppigii)
- 페루양털원숭이 (L. l. tschudii)